# Ryan Johansen
Ryan Johansen (* 31. Juli 1992 in Vancouver, British Columbia) ist ein kanadischer Eishockeyspieler, der zuletzt bis August 2024 bei den Philadelphia Flyers in der National Hockey League unter Vertrag stand. Zuvor verbrachte der Center knapp viereinhalb Jahre bei den Columbus Blue Jackets, die ihn im NHL Entry Draft 2010 an vierter Position ausgewählt hatten, und lief sieben Jahre bei den Nashville Predators sowie kurzzeitig für die Colorado Avalanche auf.

## Karriere

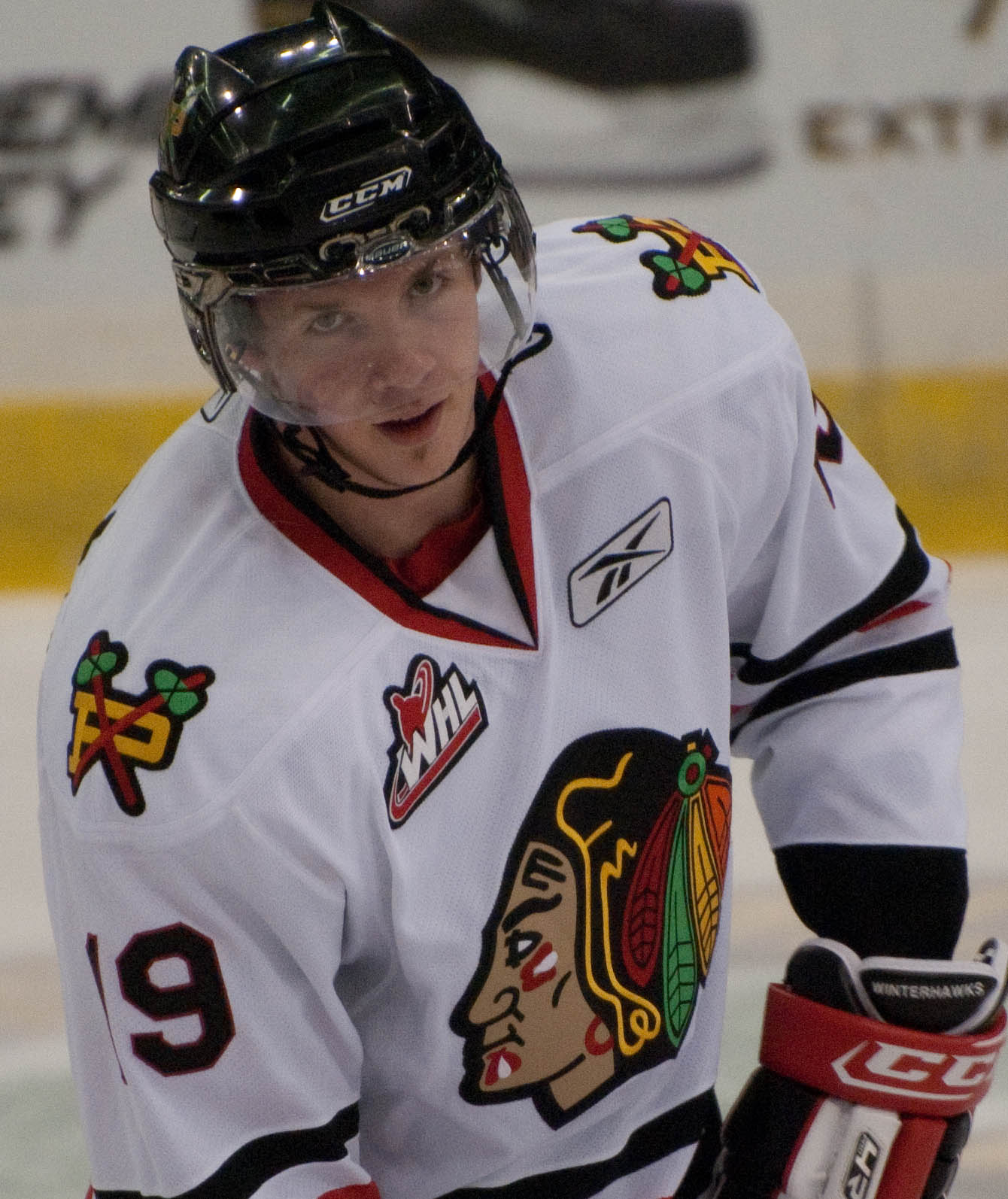
Johansen im Trikot der Winterhawks (2010)

Ryan Johansen verbrachte seine ersten Eishockey-Jahre bei verschiedenen Clubs in seiner Heimatstadt Vancouver, ehe er 2007 beim Bantam Draft der Western Hockey League von den Portland Winterhawks ausgewählt wurde. Sein Debüt in der WHL gab er allerdings erst 2009, nachdem er die Saison 2008/09 bei den Penticton Vees in der British Columbia Hockey League verbracht hatte. In seinem ersten Jahr bei den Winterhawks in der WHL wurde er mit 69 Punkten zweitbester Scorer seines Teams und zweitbester Scorer in der Rookie-Wertung. Beim NHL Entry Draft 2010 wurde er daraufhin an vierter Stelle von den Columbus Blue Jackets ausgewählt, spielte aber weiterhin in Portland. In der Saison 2010/11 hatte Johansen, der mit 28 Punkten aus 21 Spielen Topscorer der Playoffs wurde, großen Anteil am Finaleinzug der Winterhawks.
Zur Saison 2011/12 debütierte der Kanadier für die Columbus Blue Jackets in der National Hockey League und avancierte in kurzer Zeit zum Leistungsträger.
Am 6. Januar 2016 wurde Johansen im Austausch für Seth Jones zu den Nashville Predators transferiert. In der Spielzeit 2016/17 erreichte er mit den Predators das Finale um den Stanley Cup, unterlag dort jedoch den Pittsburgh Penguins. Anschließend unterzeichnete der Angreifer im Juli 2017 einen neuen Achtjahresvertrag in Nashville, der ihm ein durchschnittliches Jahresgehalt von acht Millionen US-Dollar einbringen soll.
Diesen erfüllte er allerdings letztlich nicht in Nashville, da er im Juni 2023 an die Colorado Avalanche abgegeben wurde und die Predators dabei weiterhin die Hälfte seines Gehalts übernahmen. Im Gegenzug transferierte Colorado die Rechte an Alex Galchenyuk nach Nashville, dessen Vertrag am Monatsende ausläuft. In Colorado war er nur bis März 2024 aktiv, als er samt einem konditionalen Erstrunden-Wahlrecht im NHL Entry Draft 2025 zu den Philadelphia Flyers transferiert wurde. Das Erstrunden-Wahlrecht ist dabei „Top 10 Protected“, verschiebt sich als um ein Jahr nach hinten, falls es unter die ersten zehn Positionen fallen sollte. Im Gegenzug erhielt die Avalanche Sean Walker und ein Fünftrunden-Wahlrecht im NHL Entry Draft 2026. In Philadelphia blieb Johansen in der restlichen Saison 2023/24 ohne Einsatz, ehe sein Vertrag dort im August 2024 vorzeitig aufgelöst wurde.

### International
Für Kanada nahm Johansen an der U20-Junioren-Weltmeisterschaft 2011 teil, wo er nicht nur die Silbermedaille gewann, sondern auch ins All-Star-Team des Turniers gewählt wurde.

## Erfolge und Auszeichnungen
- 2010 CHL Top Prospects Game
- 2011 WHL West First All-Star-Team
- 2012 NHL All-Star Game SuperSkills Competition
- 2015 NHL All-Star Game und Auszeichnung als MVP

### International
- 2011 Silbermedaille bei der U20-Junioren-Weltmeisterschaft
- 2011 All-Star-Team der U20-Junioren-Weltmeisterschaft

## Karrierestatistik
Stand: Ende der Saison 2023/24

### International
Vertrat Kanada bei:
- U20-Junioren-Weltmeisterschaft 2011

(Legende zur Spielerstatistik: Sp oder GP = absolvierte Spiele; T oder G = erzielte Tore; V oder A = erzielte Assists; Pkt oder Pts = erzielte Scorerpunkte; SM oder PIM = erhaltene Strafminuten; +/− = Plus/Minus-Bilanz; PP = erzielte Überzahltore; SH = erzielte Unterzahltore; GW = erzielte Siegtore; 1 Play-downs/Relegation; Kursiv: Statistik nicht vollständig)